# سد سامانالا
سد سامانالا (به لاتین: Samanala Dam) یک سد در سری‌لانکا است که در بالانگودا واقع شده‌است.